# Klooster Heilige Melanija
Het Klooster Heilige Melanija (Servisch: Манастир Свете Меланије,  Manastir Svete Melanije) is een Servisch-orthodox klooster gelegen in de Banaat-regio in de noordelijke Servische autonome provincie Vojvodina. Het ligt in de stad Zrenjanin. Het klooster werd gesticht in 1935 door de lokale bisschop dr. Georgije Letić.